# Brasilianische Buchkammer
Die Brasilianische Buchkammer (offiziell: portugiesisch Câmara Brasileira do Livro (CBL)) ist eine 1946 gegründete gemeinnützige Organisation für den brasilianischen Buchmarkt und das brasilianische Buchwesen mit Sitz in São Paulo. Der Verlegerverband entspricht in seinen Funktionen dem deutschen Börsenverein.

## Buchmessen
Nach dem 1. Congresso de Editores e Livreiros do Brasil und einer ersten Buchmesse im Jahr 1951, der Feira Popular do Livro, veranstaltet sie regelmäßig seit 1970 die in São Paulo stattfindende Buchmesse Bienal Internacional do Livro de São Paulo. Die letzte Ausgabe war die 22. Bienal im Jahr 2014 mit rund 800.000 Besuchern. Die 23. Bienal São Paulo ist für Herbst 2016 vorgesehen.
Die Buchmesse in São Paulo findet abwechselnd mit der Bienal Internacional do Livro de Rio de Janeiro statt, die von dem Partnerverband SNEL, dem Sindicato Nacional dos Editores de Livros, veranstaltet wird; die 16. Bienal Rio 2013 endete wenige Wochen bevor Brasilien erneut Gastland der Frankfurter Buchmesse war. Auf dieser Messe tritt die CBL als internationaler Promoter für die brasilianischen Verleger auf.
CBL ist neben anderen Partnern in den brasilianischen Bundesstaaten stark an dem seit 2006 bestehenden besonderen Regierungsförderprogramm für die Verbreitung von Büchern und für die Leseförderung, dem Plano Nacional do Livro e Leitura (PNLL), beteiligt. Hier wirkt sie bei der Preisgestaltung und Festlegung von Mengenrabatten für den größten Abnehmer im Buchmarkt, dem Staat und seinen Stellen, mit.